# Черненко, Руслан Сергеевич
Русла́н Серге́евич Черне́нко (укр. Руслан Сергійович Черненко; род. 29 сентября 1992, Киев) — украинский футболист, полузащитник клуба «Оболонь».

## Биография

### Клубная карьера
В ДЮФЛ выступал за ФК «Отрадный» и киевский «Арсенал». С 2009 года играет в первенстве дублёров. Всего за «Арсенал» в рамках турнира дублёров и молодёжного первенства провёл 87 матчей с 13 забитыми голами. 18 апреля 2010 года дебютировал в Премьер-лиге, когда вышел на 87 минуте матча с «Кривбассом» (1:0). В сезоне 2012/13 перешёл на правах аренды в черниговскую «Десну», первый матч в составе команды сыграл 22 июля 2012 года против «Оболонь-2» (1:1). Зимой 2013 года вернулся в Киев. После того, как «Арсенал» был расформирован, выступал за команды из чемпионата Киевской области. В июле 2015 года вернулся в «Арсенал».
20 сентября 2018 года стал игроком клуба «Агробизнес», подписав контракт сроком на один год.

### Карьера в сборной
В мае 2010 года вызван главным тренером юношеской сборной Украины до 18 лет Александром Головко на игру со Швейцарией, но на поле не выходил. В сентябре 2010 года в составе юношеской сборной Украины до 19 лет принял участие в международном турнире Стевана Вилотича, где сыграл в первом тайме матча с Сербией (0:0).

## Достижения
«Арсенал» (Киев)
- Победитель Первой лиги Украины: 2017/18